# Johnny Cash Country Christmas
Johnny Cash Country Christmas è il cinquantunesimo album in studio del cantante statunitense Johnny Cash, pubblicato nel 1991. Si tratta di un album natalizio

## Tracce

### Versione 15 tracce
1. Blue Christmas – 3:05
2. Silent Night – 3:26
3. White Christmas – 3:48
4. Figgy Pudding (June Carter Cash and the Carter Family) – 2:43
5. Here Was a Man – 2:44
6. Joy to the World – 3:42
7. O Little Town of Bethlehem – 4:16
8. What Child Is This? – 4:12
9. The First Noel (June Carter Cash and the Carter Family) – 3:26
10. Away in a Manger – 3:33
11. O Christmas Tree (June Carter Cash and the Carter Family) – 3:18
12. O Come All Ye Faithful – 3:59
13. It Came Upon The Midnight Clear (June Carter Cash and the Carter Family) – 3:52
14. Hark! The Herald Angels Sing – 3:14
15. I'll Be Home for Christmas – 4:12

### Versione 13 tracce
1. Blue Christmas – 3:05
2. Silent Night – 3:26
3. Figgy Pudding – 2:43
4. Here Was a Man (June Carter Cash and the Carter Family) – 2:44
5. Joy to the World – 3:42
6. O Little Town of Bethlehem – 4:16
7. What Child Is This? – 4:12
8. The First Noel – 3:26
9. Away in a Manger (June Carter Cash and the Carter Family) – 3:33
10. O Christmas Tree – 3:18
11. O Come All Ye Faithful (June Carter Cash and the Carter Family) – 3:59
12. It Came Upon The Midnight Clear – 3:52
13. Hark! The Herald Angels Sing (June Carter Cash and the Carter Family) – 3:14